# 올랜도 프라이드
올랜도 프라이드(Orlando Pride)는 내셔널 우먼스 사커 리그에 참가하는 미국 플로리다주 올랜도에 있는 여자 축구팀이다.

## 같이 보기
- 올랜도 시티 SC